# Tour de Hongrie 2025
Il Tour de Hongrie 2025 (it. Giro d'Ungheria 2025), quarantaseiesima edizione della corsa e valevole come venticinquesima prova dell'UCI ProSeries 2025 categoria 2.Pro, si svolse in 5 tappe dal 14 al 18 maggio su un percorso totale di 873,7 km, con partenza da Budapest ed arrivo a Esztergom, in Ungheria. La vittoria fu appannaggio dell'ecuadoriano Harold Martín López, il quale completò il percorso in 19h56'53", precedendo l'italiano Alessandro Covi e il danese Albert Withen Philipsen.
Sul traguardo di Esztergom 105 ciclisti, dei 126 partiti da Budapest, portarono a termine la manifestazione.

## Tappe
| Tappa  | Data      | Percorso                     | km    | Vincitore di tappa    | Leader cl. generale |
| ------ | --------- | ---------------------------- | ----- | --------------------- | ------------------- |
| 1ª     | 14 maggio | Budapest > Győr              | 210,3 | Danny van Poppel      | Danny van Poppel    |
| 2ª     | 15 maggio | Veszprém > Siófok            | 177,5 | Danny van Poppel      | Danny van Poppel    |
| 3ª     | 16 maggio | Gödöllő > Gyöngyös-Kékestető | 162,8 | Harold Martín López   | Harold Martín López |
| 4ª     | 17 maggio | Tata > Székesfehérvár        | 153,6 | Dylan Groenewegen     | Harold Martín López |
| 5ª     | 18 maggio | Etyek > Esztergom            | 169,5 | Juan Sebastián Molano | Harold Martín López |
| Totale | Totale    | Totale                       | 873,7 |                       |                     |

## Squadre e ciclisti partecipanti
| N.      | Cod. | Squadra                 |
| ------- | ---- | ----------------------- |
| 1-6     | LTK  | Lidl-Trek               |
| 11-16   | UAD  | UAE Team Emirates XRG   |
| 21-26   | RBH  | Red Bull-Bora-Hansgrohe |
| 31-36   | JAY  | Team Jayco AlUla        |
| 41-46   | TBV  | Bahrain Victorious      |
| 51-56   | XAT  | XDS Astana Team         |
| 61-66   | Q36  | Q36.5 Pro Cycling Team  |
| 71-76   | EUS  | Euskaltel-Euskadi       |
| 81-86   | TFB  | Team Flanders-Baloise   |
| 91-96   | RKT  | Unibet Tietema Rockets  |
| 101-106 | PTV  | Team Polti VisitMalta   |

| N.      | Cod. | Squadra                     |
| ------- | ---- | --------------------------- |
| 111-116 | CJR  | Caja Rural-Seguros RGA      |
| 121-126 | EKP  | Equipo Kern Pharma          |
| 131-136 | VBF  | VF Group-Bardiani CSF-Faiz. |
| 141-146 | TNN  | Team Novo Nordisk           |
| 151-156 | PSC  | Pauwels Sauzen-Cibel        |
| 161-166 | MBH  | MBH Bank Ballan CSB         |
| 171-176 | PBC  | Pierre Baguette Cycling     |
| 181-186 | EPR  | Epronex-Hungary CT          |
| 191-196 | KGC  | Karcag Cycling ÉPKAR Team   |
| 201-206 | TUS  | Team United Shipping        |

## Dettagli delle tappe

### 1ª tappa
- 14 maggio: Budapest > Győr - 210,3 km

Risultati
| Pos. | Corridore           | Squadra  | Tempo    |
| ---- | ------------------- | -------- | -------- |
| 1    | Danny van Poppel    | Red Bull | 4h54'18" |
| 2    | Tim Torn Teutenberg | Lidl     | s.t.     |
| 3    | Dylan Groenewegen   | Jayco    | s.t.     |

| Pos. | Corridore           | Squadra  | Tempo    |
| ---- | ------------------- | -------- | -------- |
| 1    | Danny van Poppel    | Red Bull | 4h54'08" |
| 2    | Tim Torn Teutenberg | Lidl     | a 4"     |
| 3    | János Pelikán       | United   | s.t.     |

### 2ª tappa
- 15 maggio: Veszprém > Siófok - 177,5 km

Risultati
| Pos. | Corridore           | Squadra  | Tempo    |
| ---- | ------------------- | -------- | -------- |
| 1    | Danny van Poppel    | Red Bull | 3h59'46" |
| 2    | Dylan Groenewegen   | Jayco    | s.t.     |
| 3    | Tim Torn Teutenberg | Lidl     | s.t.     |

| Pos. | Corridore         | Squadra  | Tempo    |
| ---- | ----------------- | -------- | -------- |
| 1    | Danny van Poppel  | Red Bull | 8h53'44" |
| 2    | János Pelikán     | United   | a 8"     |
| 3    | Dylan Groenewegen | Jayco    | a 10"    |

### 3ª tappa
- 16 maggio: Gödöllő > Gyöngyös-Kékestető - 162,8 km

Risultati
| Pos. | Corridore           | Squadra | Tempo    |
| ---- | ------------------- | ------- | -------- |
| 1    | Harold Martín López | XDS     | 3h54'13" |
| 2    | Alessandro Covi     | UAE     | a 7"     |
| 3    | Albert Philipsen    | Lidl    | s.t.     |

| Pos. | Corridore           | Squadra | Tempo     |
| ---- | ------------------- | ------- | --------- |
| 1    | Harold Martín López | XDS     | 12h48'07" |
| 2    | Alessandro Covi     | UAE     | a 11"     |
| 3    | Albert Philipsen    | Lidl    | a 13"     |

### 4ª tappa
- 17 maggio: Tata > Székesfehérvár - 153,6 km

Risultati
| Pos. | Corridore           | Squadra  | Tempo    |
| ---- | ------------------- | -------- | -------- |
| 1    | Dylan Groenewegen   | Jayco    | 3h14'39" |
| 2    | Danny van Poppel    | Red Bull | s.t.     |
| 3    | Tim Torn Teutenberg | Lidl     | s.t.     |

| Pos. | Corridore           | Squadra | Tempo     |
| ---- | ------------------- | ------- | --------- |
| 1    | Harold Martín López | XDS     | 16h02'46" |
| 2    | Alessandro Covi     | UAE     | a 8"      |
| 3    | Albert Philipsen    | Lidl    | a 13"     |

### 5ª tappa
- 18 maggio: Etyek > Esztergom - 169,5 km

Risultati
| Pos. | Corridore             | Squadra  | Tempo    |
| ---- | --------------------- | -------- | -------- |
| 1    | Juan Sebastián Molano | UAE      | 3h54'02" |
| 2    | Danny van Poppel      | Red Bull | s.t.     |
| 3    | Tim Torn Teutenberg   | Lidl     | s.t.     |

| Pos. | Corridore           | Squadra | Tempo     |
| ---- | ------------------- | ------- | --------- |
| 1    | Harold Martín López | XDS     | 19h56'53" |
| 2    | Alessandro Covi     | UAE     | a 7"      |
| 3    | Albert Philipsen    | Lidl    | a 10"     |

## Evoluzione delle classifiche
| Tappa              | Vincitore             | Classifica generale Maglia gialla | Classifica punti Maglia verde | Classifica scalatori Maglia rossa | Classifica miglior ungherese Maglia bianca | Classifica a squadre   |
| ------------------ | --------------------- | --------------------------------- | ----------------------------- | --------------------------------- | ------------------------------------------ | ---------------------- |
| 1ª                 | Danny van Poppel      | Danny van Poppel                  | Danny van Poppel              | Siebe Deweirdt                    | János Pelikán                              | Lidl-Trek              |
| 2ª                 | Danny van Poppel      | Danny van Poppel                  | Danny van Poppel              | Siebe Deweirdt                    | János Pelikán                              | Lidl-Trek              |
| 3ª                 | Harold Martín López   | Harold Martín López               | Danny van Poppel              | Siebe Deweirdt                    | Bálint Feldhoffer                          | Unibet Tietema Rockets |
| 4ª                 | Dylan Groenewegen     | Harold Martín López               | Danny van Poppel              | Siebe Deweirdt                    | Bálint Feldhoffer                          | Unibet Tietema Rockets |
| 5ª                 | Juan Sebastián Molano | Harold Martín López               | Danny van Poppel              | Siebe Deweirdt                    | Bálint Feldhoffer                          | Unibet Tietema Rockets |
| Classifiche finali | Classifiche finali    | Harold Martín López               | Danny van Poppel              | Siebe Deweirdt                    | Bálint Feldhoffer                          | Unibet Tietema Rockets |

Maglie indossate da altri ciclisti in caso di due o più maglie vinte
- Nella 2ª tappa Tim Torn Teutenberg ha indossato la maglia verde al posto di Danny van Poppel.
- Nella 3ª tappa Dylan Groenewegen ha indossato la maglia verde al posto di Danny van Poppel.

## Classifiche finali

### Classifica generale - Maglia gialla
| Pos. | Corridore            | Squadra     | Tempo     |
| ---- | -------------------- | ----------- | --------- |
| 1    | Harold Martín López  | XDS         | 19h56'53" |
| 2    | Alessandro Covi      | UAE         | a 7"      |
| 3    | Albert Philipsen     | Lidl        | a 10"     |
| 4    | Alexander Hajek      | Red Bull    | a 16"     |
| 5    | Jan Castellon        | Caja Rural  | a 26"     |
| 6    | Pavel Novák          | MBH         | s.t.      |
| 7    | Bálint Feldhoffer    | United      | a 27"     |
| 8    | Ludovico Crescioli   | Polti       | a 30"     |
| 9    | Odd Christian Eiking | Unibet      | a 31"     |
| 10   | Urko Berrade         | Kern Pharma | a 33"     |

### Classifica a punti - Maglia verde
| Pos. | Corridore             | Squadra  | Punti |
| ---- | --------------------- | -------- | ----- |
| 1    | Danny van Poppel      | Red Bull | 73    |
| 2    | Tim Torn Teutenberg   | Lidl     | 61    |
| 3    | Dylan Groenewegen     | Jayco    | 50    |
| 4    | Juan Sebastián Molano | UAE      | 30    |
| 5    | Matyáš Kopecký        | Novo     | 26    |

### Classifica scalatori - Maglia rossa
| Pos. | Corridore           | Squadra  | Punti |
| ---- | ------------------- | -------- | ----- |
| 1    | Siebe Deweirdt      | Flanders | 55    |
| 2    | Harold Martín López | XDS      | 15    |
| 3    | Owen Geleijn        | Unibet   | 13    |
| 4    | Zétény Szijártó     | United   | 12    |
| 5    | Gabriele Raccagni   | Polti    | 10    |

### Classifica miglior ungherese - Maglia bianca
| Pos. | Corridore         | Squadra   | Tempo     |
| ---- | ----------------- | --------- | --------- |
| 1    | Bálint Feldhoffer | United    | 19h57'20" |
| 2    | Márton Dina       | Euskaltel | a 44"     |
| 3    | Márk Valent       | MBH       | a 1'34"   |
| 4    | János Pelikán     | United    | a 3'35"   |
| 5    | Zsombor Takács    | MBH       | a 3'37"   |

### Classifica a squadre
| Pos. | Squadra                | Tempo     |
| ---- | ---------------------- | --------- |
| 1    | Unibet Tietema Rockets | 59h52'45" |
| 2    | Caja Rural-Seguros RGA | a 20"     |
| 3    | Q36.5 Pro Cycling Team | a 26"     |
| 4    | Team Polti VisitMalta  | a 29"     |
| 5    | Euskaltel-Euskadi      | a 45"     |